# Rhombodera woodmasoni
Rhombodera woodmasoni är en bönsyrseart som beskrevs av Werner 1931. Rhombodera woodmasoni ingår i släktet Rhombodera och familjen Mantidae. Inga underarter finns listade i Catalogue of Life.